# Де Вет, Христиан
Христиан Рудольф Девет, также Кри́стиан Ру́долф де Вет (африк. Christiaan Rudolf De Wet; 7 октября 1854 — 3 февраля 1922) — политический деятель Оранжевого Свободного государства, генерал, предводитель бурских повстанцев.

## Биография
Был крупным фермером. Участвовал в англо-бурской войне 1880—1881 годов. В 1889—1897 годах — депутат фольксраада (парламента) Оранжевого Свободного государства.
В 1899 году при начале новой англо-бурской войны Девет вступил в ополчение простым солдатом, но вскоре в своём округе был избран предводителем отряда. После того как генерал Питер Кронье попал в плен к англичанам, Девет фактически возглавил вооружённые силы бурских государств и стал главным идеологом перехода буров к тактике партизанской борьбы.

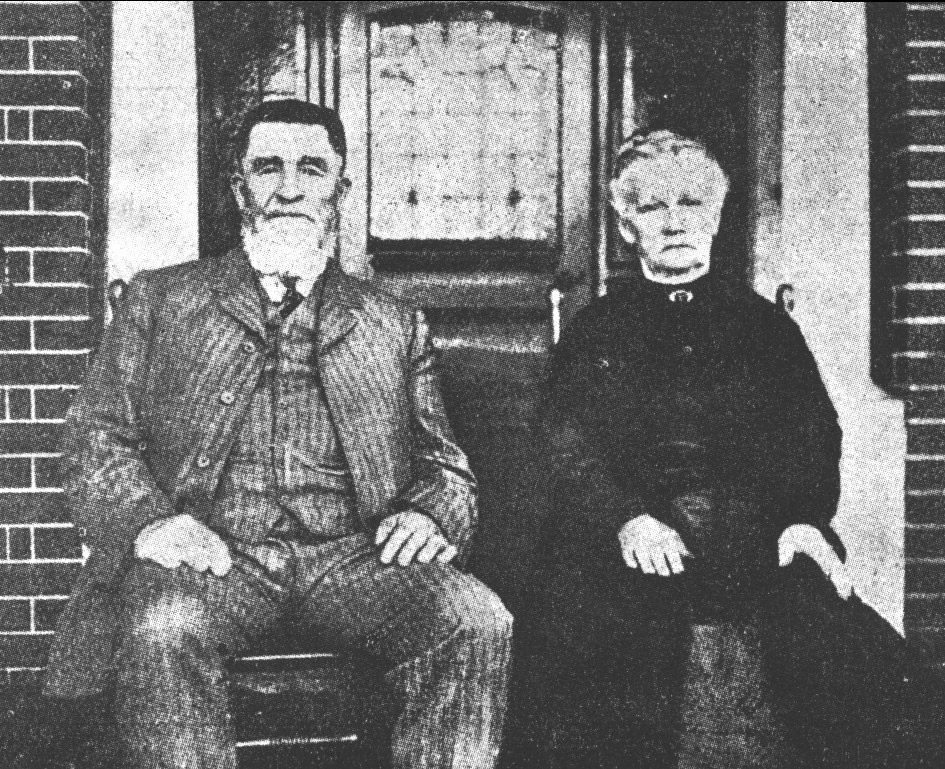
Христиан Де Вет с супругой (1917 год)

В 1903 году Девет опубликовал свои записки «Война буров с Англией», которые тут же были переведены на несколько языков, в том числе и на русский.
В 1905 году был одним из создателей африканерской партии «Оранжия юни» (в 1910 году на основе этой и других африканерских партий была создана Южноафриканская партия (англ. South African Party), во главе которой встали Я. Х. Смэтс и Л. Бота.
В 1907—1910 годах — министр сельского хозяйства колонии Оранжевой реки.
Де Вет был одним из руководителей антибританского мятежа в октябре 1914 года, участники которого выступили за воссоздание независимой бурской республики. Отряд Де Вета был разбит, он сам был захвачен в плен своим бывшим соратником Луисом Ботой, который к тому времени служил в британской армии. Девет был приговорён к 6 годам тюремного заключения. Через год выпущен на свободу в обмен на письменное обязательство о прекращении политической деятельности.
Девет вернулся на свою ферму Деветсдорп и проживал на ней как частное лицо, занимался сельским хозяйством. Скончался в своём доме 3 февраля 1922 года.